# 博斯克德弗賴霍爾赫國家公園

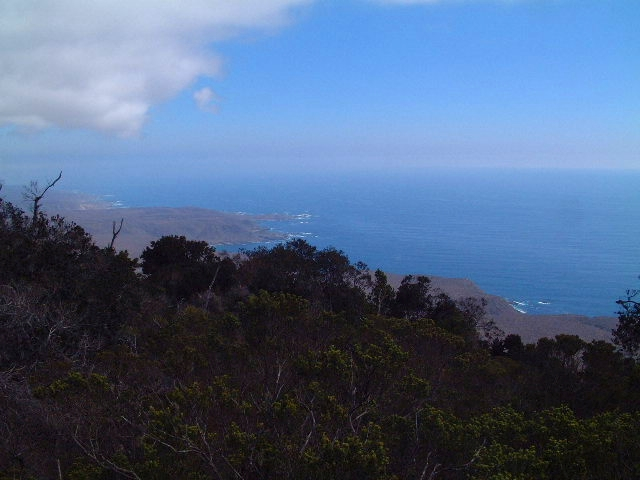

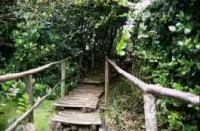

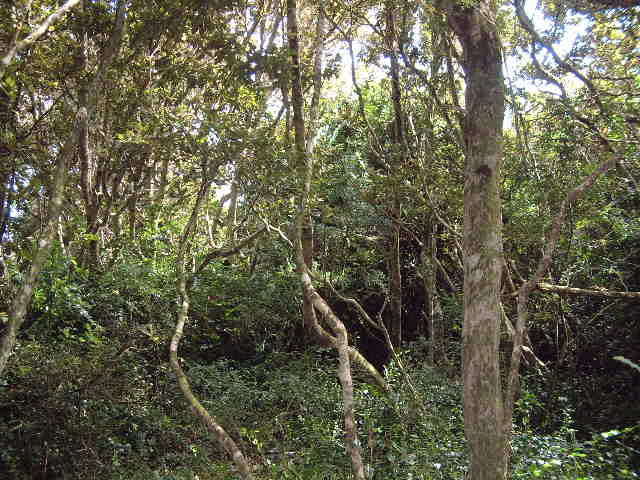

博斯克德弗賴霍爾赫國家公園是智利的國家公園，位於該國中部，由科金博大區負責管轄，距離拉塞雷納約100公里，成立於1941年，面積100平方公里，每年平均降雨量113毫米。

## 外部連結
- Fray Jorge Biosphere Reserve